# Casa de la Ballena

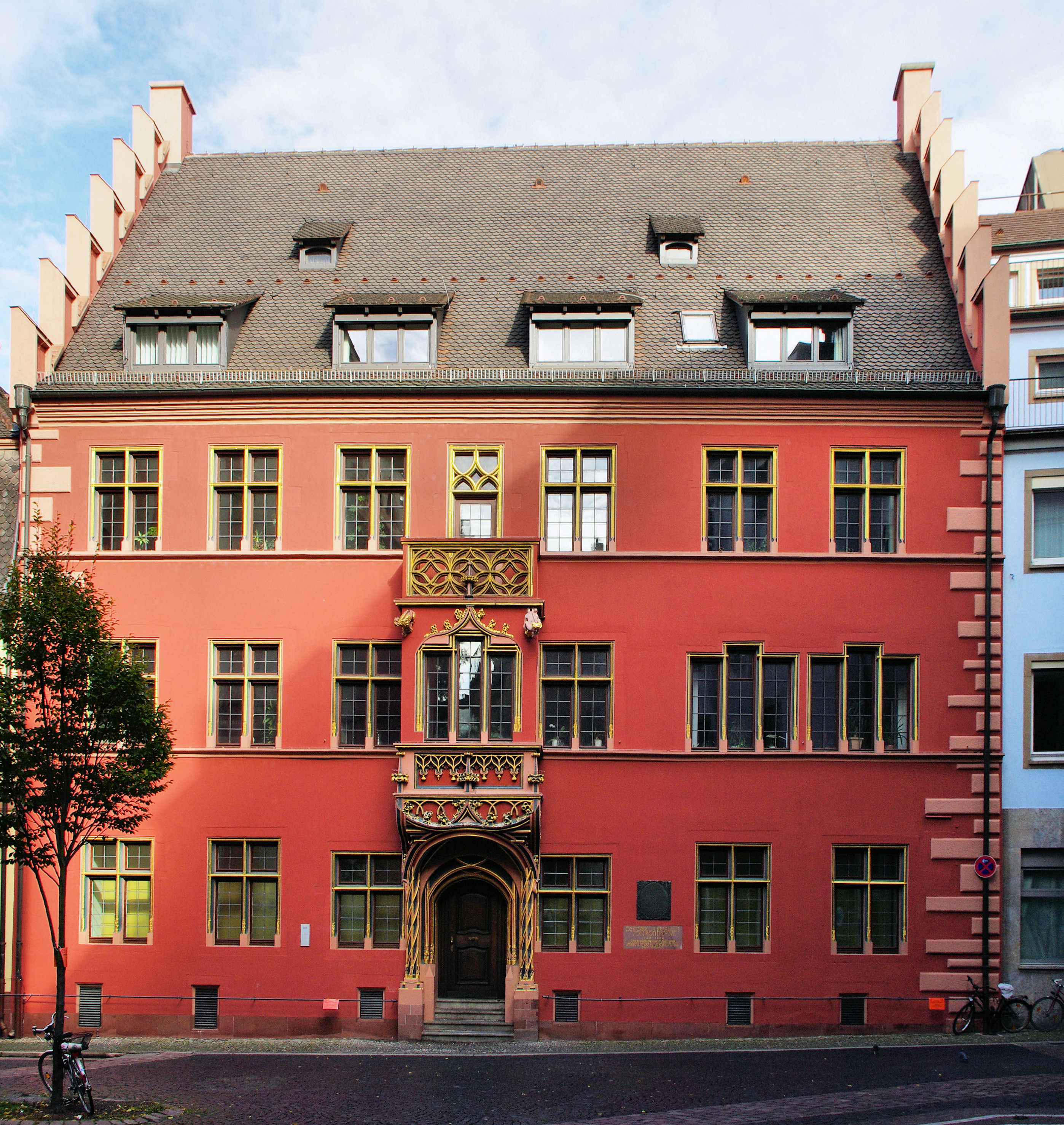
Fachada de la Casa de la Ballena en Franziskanerstraße.

La Casa de la Ballena es una edificación burguesa de estilo gótico tardío situada en el casco antiguo de Friburgo de Brisgovia, en Baden-Wurtemberg (Alemania). Es utilizada actualmente por el banco Sparkasse Freiburg-Nördlicher Breisgau y forma parte de un complejo que, en el pasado, estaba constuituido por 17 edificios independientes. Su fachada da a la calle Franziskanerstraße, mientras que la parte trasera da a la calle Gauchstraße, cerca de la plaza Kartoffelmarkt.
El edificio se hizo internacionalmente famoso por la película de terror Suspiria, de Dario Argento (1977).

## Historia
En la ubicación actual de la Casa de la Ballena había tres granjas de 30×15 metros: Haus Zum Blattfuß, Haus Zum Sampson y Haus Zum Ofenhaus. Jakob Villinger von Schönenberg (1480-1529) tenía una casa desde 1506 en la Barfüßergasse (la actual Franziskanergasse). Se cree que procedía de Sélestat, en Alsacia, o de la propia Friburgo, y desde 1510 trabajó como tesorero general del duque Maximiliano I. Una vez que Jakob Villinger obtuvo la ciudadanía, presentó una solicitud al consejo de la ciudad para iniciar las obras de construcción. Ludwig Villinger, posiblemente hermano de Jakob, compró el edificio adyacente en 1514 y lo demolió con la intención de construir el "prestigioso edificio", aunque el ayuntamiento no concedió el permiso de construcción hasta 1516.
Sólo en 1517 pudo habitarse la Casa de la Ballena, construida en el lugar donde estaban las casas originales. Los muros continuos existentes se incorporaron al nuevo edificio. Como Villinger había "construido una casa notable", ese mismo año el ayuntamiento le permitió ampliar su propiedad en granjas en la Gauchstraße, en la parte trasera de la Casa de la Ballena, con la condición de que se construyeran nuevas "viviendas domésticas" en la Schiffstraße. En el terreno restante, construyó un "jardín de recreo". El nombre Haus zum Walfisch está documentado en el Herrschaftsrechtsbuch (libro de propiedades individuales) de 1565, aunque la numeración de las casas no se estableció en Friburgo hasta 1806. El historiador Peter Kalchthaler sugiere que puede haber una conexión entre el nombre de la casa y "la historia de Jonás y la ballena" de la Biblia.

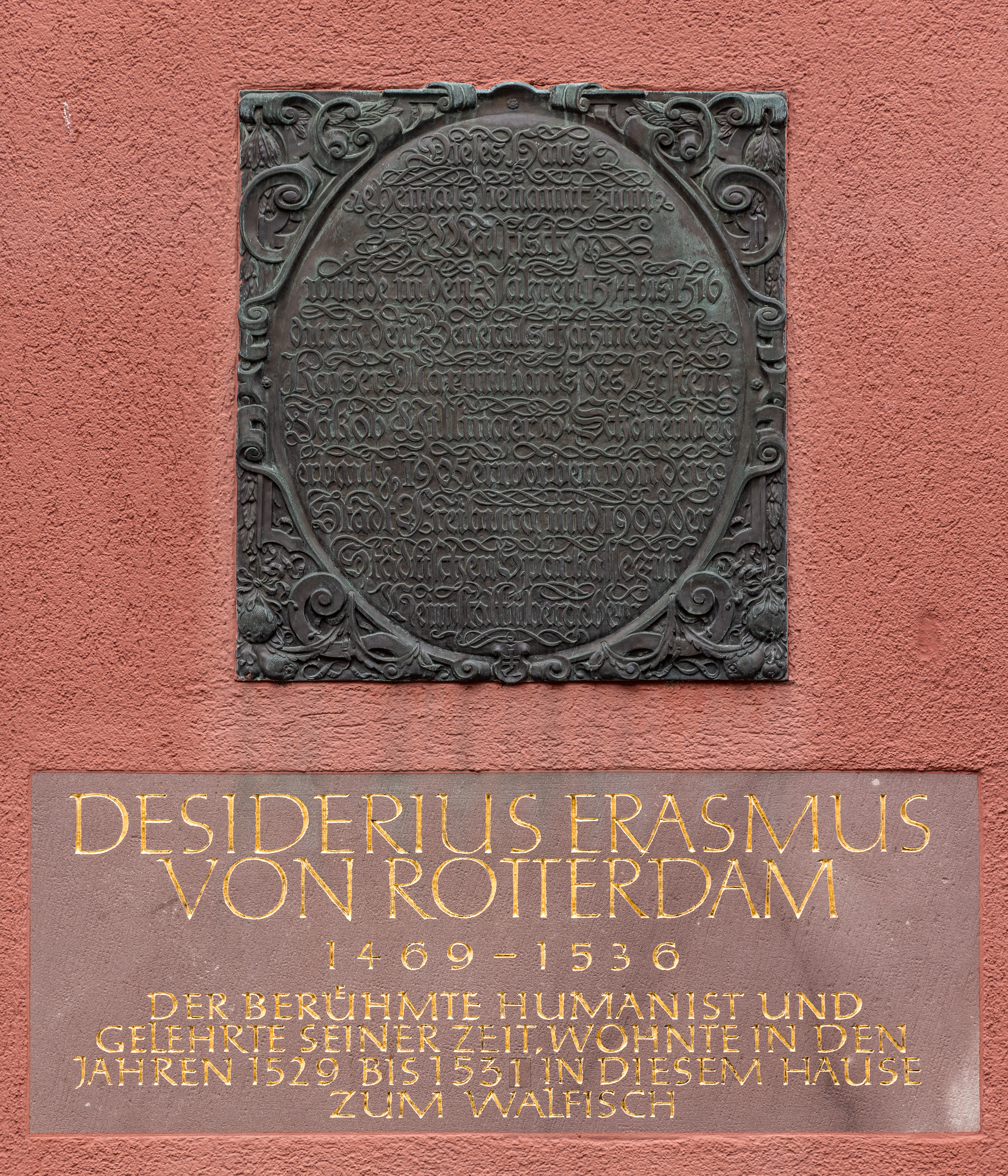
Placa en la que se menciona que en la casa vivió Erasmo de Róterdam.

Según consta en la fachada del edificio, el humanista Erasmo de Róterdam vivió en la casa Villinger tras su huida de Basilea. Sin embargo, en el momento de su llegada, en la Navidad de 1529, la casa estaba aún sin terminar.